# زيتمان
زيتمان (باليابانية: ゼットマン، بالروماجي: Zettoman) هو أنمي يتحدث عن فتى يدعى جين يمتلك قدرات تفوق البشر ويحاول كسب المال ليعيش، ويعتمد على إنقاذ الناس في عقد اتفاق يقتضي أن ينقذه وأن يدفع له المال .

## الشخصيات
كانزاكي جين
مؤدي الصوت : دايسكي ناميكاوا ، رومي باكو
هاناكو تاناكا
مؤدية الصوت : ماريا إيسي
أماغي كوغا
مؤدي الصوت : يوكي كايدا ، مامورو ميانو
أماغي كونوها 
مؤدية الصوت : كانا هانازاوا

## روابط خارجية
- زيتمان على موقع ANN manga (الإنجليزية)